# Violet Blue
Violet Blue (22 de septiembre de 1975) es una escritora de sexo, Podcaster, bloguera, editora, educadora sexual y sexo-columnista.

## Escritos relacionados con el sexo
Blue propugna una perspectiva positiva del sexo a través de sus escritos en sus popular blog Tiny Nibbles, así como en Fleshbot, otro blog de temas sexuales. Escribe una columna semanal para el San Francisco Chronicle. Su Podcast "Open Source Sex", en la que lee erótica y habla de temas tales como sexo oral y fetiches, ha estado en el puesto número 3 de las listas diarias de ITunes. También Violet tiene un video blog que se puede encontrar en Violet.blip.tv. Blue escribió un artículo sobre pornografía para mujeres que se publicó en la edición de julio de 2007 de la revista O, The Oprah Magazine. Blue da conferencias en San Francisco Sex Information sobre temas de sexo oral y fetiches, y también ha dictado conferencias en todo EE. UU. sobre sexo e Internet. También es autora de varios libros sobre diversos temas sexuales, y ha editado varios volúmenes de antología de ficción erótica.

## Otras actividades
Entre las actividades de Blue en la web que no están relacionadas estrictamente al sexo:
- Escribe noticias y el blog tecnológico Techyum .
- Contribuye en el Metroblogging San Francisco .
- Como agregado a su propio blog de vídeo , es corresponsal de la Geek Entertainment Television .
- En enero de 2007, Forbes la nombró como una de las 25 celebridades de la web[5]

Blue es amiga cercana de la Comisionado de policía transexual Theresa Sparks, a quien Blue llama "madre adoptiva"
Ella es una alumna de performance grupo Survival Research Labs.
En octubre de 2007, Violet Blue lanzó el DRM libre de la publicación de empresa Digita Publicaciones, la liberación de sonido s y libro electrónico s en varios formatos abiertos sobre una variedad de temas relacionados con el sexo.

## Demanda
En octubre de 2007, Violet Blue presentó una demanda contra Ada Mae Johnson, alegando que había aprobado Johnson's Blue persona, y su marca nombre, "Azul Violeta". La demanda alega violación de marca y  dilución, así como las prácticas comerciales desleales. En la espera de juicio, Johnson cambió su nombre a "Violetta Blue".

## Libros (autor)
Blue está actualmente representado por International Creative Management 
- El Adventurous Couple's Guide para Strap - El Sexo, Cleis Press, 2007, ISBN 1-57344-278-X
- El Smart Girl's Guide para el G - Spot, Cleis Press, 2007, ISBN 1-57344-273-9
- Fetish Sexo: Una Guía Erótica de Parejas, Dédalo Publishing Company, 2006, ISBN 1-881943-23-2 - con Thomas Roche
- El Adventurous Couple's Guide para Sex Toys, Cleis Press, 2006, ISBN 1-57344-254-2
- El Smart Girl's Guide a Porn, Cleis Press, 2006, ISBN 1-57344-247-X (IPPY Ganador del premio de Bronce de erótico)
- The Ultimate Guide a Sexual Fantasy: Cómo Turn Your Fantasies en realidad, Cleis Press, 2004, ISBN 1-57344-190-2
- The Ultimate Guide Videos para Adultos: Cómo Watch Videos para Adultos y Make Your Sex Life Arden, Cleis Press, 2003, ISBN 1-57344-172-4
- The Ultimate Guía de la Cunnilingus: Cómo Go Down en una Mujer y Give Her Exquisite Pleasure, Cleis Press, 2002 ISBN 1-57344-144-9
- The Ultimate Guía de la Felación: Cómo Go Down sobre un hombre y le Give Mind - Blowing Pleasure, Cleis Press, 2002, ISBN 1-57344-151-1

## Libros (editora)
- Best Women's Erotica 2008, Cleis Press, 2007, ISBN 1-57344-299-2
- Best Women's Erotica 2007, Cleis Press, 2006, ISBN 1-57344-258-5 (IPPY ganador de Erotica)
- Best Women's Erotica 2006, Cleis Press, 2005, ISBN 1-57344-223-2 (IPPY ganador de Erotica)
- Lust: Fantasías eróticas de la mujer, Cleis Press, 2007, ISBN 1-57344-280-1
- Lips Like Sugar: Fantasías eróticas de la mujer, Cleis Press, 2007, ISBN 1-57344-232-1
- Best Sex Writing 2005, Cleis Press, 2005, ISBN 1-57344-217-8
- Taboo: Forbidden Fantasies de Parejas, Cleis Press, 2004, ISBN 1-57344-186-4
- Sweet Life: Fantasías eróticas de Parejas, Cleis Press, 2001, ISBN 1-57344-133-3
- Sweet Life 2: Erótico Fantasías de Parejas, Cleis Press, 2003, ISBN 1-57344-167-8

## Ediciones digitales
- How To Kiss, Digita Publications, 2007, (audiolibro, 19 / cómo a beso - libro electrónico / e-book, y Amazon Kindle versiones)
- The Modern Safer Sex Guide, Digita Publications, 2007, (libro electrónico y Amazon.com/the-modern-safer-sex-guide/dp/B000ZMSB6S Amazon Kindle versiones)
- Criaturas de la Noche (erótico), Digita Publications, 2007, (con sonido y / libro electrónico y 253a-dark-erotica/dp/B000ZILOYI / Amazon Kindle  Versiones)
- Zona Pleasure Basics, Digita Publications, 2007, (audiolibro)